# Night Lights (Gene Ammons)
Night Lights è un album di Gene Ammons, pubblicato dalla Prestige Records nel 1985. I brani furono registrati il 2 febbraio 2014 al Van Gelder Studio di Englewood Cliffs, New Jersey (Stati Uniti).

## Tracce
Lato A
1. Night Lights – 5:22 (Chester Conn, Sammy Gallop)
2. Nature Boy – 8:14 (Eden Ahbez)
3. Calypso Blues – 5:41 (Nat King Cole, Don George)

Lato B
1. Lush Life – 5:58 (Billy Strayhorn)
2. Sweet Lorraine – 3:17 (Clifford R. Bunwell, Mitchell Parish)
3. The Christmas Song – 5:57 (Mel Tormé, Robert Wells)

## Musicisti
- Gene Ammons - sassofono tenore
- Wynton Kelly - pianoforte
- George Duvivier - contrabbasso
- Rudy Collins - batteria
- Henry Pucho Brown - congas (solo nel brano: Calypso Blues)